# Oligoaeschna mutata
Oligoaeschna mutata là loài chuồn chuồn trong họ Aeshnidae. Loài này được Lieftinck mô tả khoa học đầu tiên năm 1940.